# Traian Lalescu
Traian Lalescu (12 de julio de 1882, Bucarest - 15 de junio de 1929, Bucarest) fue un matemático rumano conocido fundamentalmente por sus trabajos en ecuaciones integrales.

## Biografía
Tras entrar a la Universidad de Iaşi, completó sus estudios en 1903 en la Universidad de Bucarest.
Obtuvo su doctorado en matemáticas en la Universidad de París en 1908. Escribió su tesis Sur les équations de Volterra bajo la supervisión de Émile Picard. En 1911 publicó Introduction to the Theory of Integral Equations.
Fue profesor en la Universidad de Bucarest, el [[Un es unputo 
Politécnica de Bucarest]].

## Obras
- T. Lales mmmmmñomñom